# Olivia Rosenthal
Pour les articles homonymes, voir Rosenthal.
Olivia Rosenthal, née en 1965 à Paris, est une romancière, dramaturge et performeuse française.

## Biographie

### Enfance et formation
Olivia Rosenthal est née à Paris en 1965.
Élève de l'École normale supérieure de Fontenay-Saint-Cloud, elle soutient une thèse sur la poésie amoureuse de la fin du XVIe siècle.

### Enseignement
Elle enseigne la littérature à l'université de Rennes, dans les années 1990, puis, à partir de 1998, à l'université Paris-VIII-Vincennes-Saint-Denis.

### Écriture
Ellel commence à publier des récits, à partir de 1999, et des pièces de théâtre, à partir de 2004,.
En 2008, elle achève une pièce sonore intitulée Viande froide pour le CentQuatre, lieu culturel où elle est accueillie en résidence en 2006-2007.
Depuis 2008, elle s'est engagée aussi dans un projet sur « L'architecture en paroles » dont le premier volet a été réalisé lors d’une résidence au Centquatre-Paris, sous la forme d’une pièce sonore et d’un texte, Viande froide (2008). Le deuxième volet de ce projet, diffusé sous la forme d’une pièce sonore dans l’exposition organisée par le musée Carnavalet sur L'Impossible Photographie : les prisons parisiennes 1851-2010, est publié sous le titre Maison d’arrêt Paris-La Santé, 42, rue de la Santé 75014 Paris dans le catalogue de cette exposition,. Pour le troisième volet, Olivia Rosenthal a travaillé avec Philippe Bretelle (graphiste) sur la ville de Bobigny. Elle a conçu avec lui des affiches collées sur certains bâtiments de la ville et ils ont réalisés ensemble (avec l'aide du musicien Pierre Avia) une performance musicale intitulée C'est très loin d'ici. Toujours avec Philippe Bretelle, elle a composé une œuvre visuelle pour l'inauguration du tramway de Brest (commande de Brest métropole océane).
En 2018, elle entre en résidence à la Villa Kujoyama, établissement artistique de l'Institut français et publie à la suite ses recherches sur les attentats aux gaz sarins à Tokyo un livre sur son expérience au Japon (Un singe à ma fenêtre, 2022). Fin 2018, elle crée Macadam animal, un spectacle conçu et joué en compagnie d'Eryck Abecassis, compositeur et vidéaste, repris ensuite à l'espace André-Malraux de Chambéry. Ce spectacle, qui porte sur la présence des animaux sauvages dans les villes, est présenté de nombreuses fois sous la forme de chapitres séparés (les rats, les corbeaux, les chiens, les termites, les crabes) dans divers lieux et festivals (Maison de la Poésie à Paris et à Nantes, La Criée à Marseille, etc.). Elle publie un nouveau roman, Éloge des bâtards, en 2019. Ce roman donne lieu à deux formes performatives : l’une avec Bastien Lallemant (pour la Maison de la Poésie), l’autre avec Eryck Abecassis sous la forme d’un « concert parlé » intitulé L’Archipel des bâtards.
En 2022, elle publie dans la collection Diaporama de l’IMEC, Futur antérieur, un texte où elle analyse son travail au regard d’images de son choix. Adepte du cinéma, elle choisit de commenter les photogrammes des films qui l’ont inspirée.
En 2025 paraît Une femme sur le fil,.
Sa première pièce, Les félins m'aiment bien, est créée en 2005 à Saint-Denis, dans une mise en scène d'Alain Ollivier  avec Valérie Crunchant (Cérès) et Florence Payros (Marianne). En 2008, elle écrit Les Lois de l’hospitalité, mis en scène par Marie Vialle aux Subsistances à Lyon (reprise en 2011),.
À partir de 2005, elle réalise des performances, en collaboration avec des cinéastes (Olivier Ducastel, Laurent Larivière), des écrivains (Denis Lachaud, Michaël Batalla, Patrick Chatelier) et des chorégraphes (Chloé Moglia, Julia Cima).

### Prix littéraires
- 2007 : Prix Wepler Fondation La Poste 2007[23] et prix Pierre-Simon « Éthique et réflexion » pour On n'est pas là pour disparaître
- 2011 : Prix du Livre Inter[1], prix Alexandre-Vialatte et prix Ève-Delacroix pour Que font les rennes après Noël[24]
- 2019 : Prix Transfuge du meilleur roman français de l'année pour Éloge des bâtards[25].

## Œuvres
Son œuvre est traduite dans plusieurs langues : anglais, italien, allemand, hongrois, espagnol, coréen et chinois complexe,.

### Romans
- Dans le temps, éditions Verticales, 1999 (réédition 2023)
- Mes petites communautés, éditions Verticales, 1999[28]
- Puisque nous sommes vivants, éditions Verticales, 2000
- L'Homme de mes rêves ou les mille travaux de Barnabé le sage devenu Barnabé le bègue à la suite d'une terrible mésaventure qui le priva quelques heures durant de la parole, éditions Verticales, 2002
- Les Fantaisies spéculatives de J. H. le sémite, éditions Verticales, 2005[29]
- On n’est pas là pour disparaître, éditions Verticales, 2007[30] — Prix Wepler 2007
- Viande froide : Reportages, Cent-Quatre éditions/ Nouvelles Éditions Lignes, 2008
- Maison d'arrêt Paris-La Santé, 42, rue de la Santé 75014 Paris dans L'Impossible Photographie : les prisons parisiennes 1851-2010, Paris-Musées, 2010
- Que font les rennes après Noël ?[24], éditions Verticales, 2010[31]
- Ils ne sont pour rien dans mes larmes, éditions Verticales, 2012[32],[33],[34]
- Mécanismes de survie en milieu hostile[35],[36], éditions Verticales, 2014[37]
- Toutes les femmes sont des Aliens, éditions Verticales, 2016
- Éloge des bâtards, éditions Verticales, 2019
- Un singe à ma fenêtre, éditions Verticales, 2022
- Une femme sur le fil, éditions Verticales, 2025

### Contes
- Les Sept Voies de la désobéissance, collection Minimales, éditions Verticales, 2004[38].
  - Traduit en hongrois : Az engedetlenség hét útja, Nyitott Kônyvmühely, 2007 (par Ilona Kovács)
- Jouer à chat, Invenit Musée des confluences, coll. « Récits d'objets », 2018[39]

### Théâtre
- Les félins m'aiment bien, Éditions Actes Sud Papiers, 2004[40]
- Forêt vierge : Théâtre(s), Presses universitaires de Rennes, no 24, 2006 et revue Les écrits, édition canadienne, 2012
- Les Lois de l'hospitalité, Inventaire/Invention, 2008[41]
- Des cochons et des hommes, mise en espace et lecture par Denis Lavant au Grand R, scène nationale de La Roche-sur-Yon, septembre 2008
- La découverte de l'Amérique, dans "Ruptures" pour le Paris des femmes, collection des quatre-vents, l'avant-scène théâtre, 2021[42]
- Une petite commande, "L'Avant-scène théâtre", Les intrépides, collection des quatre-vents, 2022, p. 48-62[43]

### Opéra
- Safety First, livret d'un opéra créé avec Eryck Abecassis (compositeur) pour le festival Reims scènes d'Europe, novembre 2013.

### Essais
- Donner à voir : écritures de l'image dans l'art de poésie au XVIe siècle, Champion, coll. « Etudes et essais sur la Renaissance », 1998 (ISBN 978-2-85203-830-1)
- Dir., À haute voix. Diction et prononciation aux XVIe et XVIIe siècles, Klincksieck, 1998[44]
- Olivia Rosenthal, Julie Chanclu, Noémie Chicot et Vanessa Martel, Olivia Rosenthal parle des éditions Verticales, Université de Paris 10, Pôle des métiers du livre, coll. « Entretiens », 2007 (ISBN 978-2-84016-012-0)
- Futur antérieur, coll. « Diaporama », édition de l'IMEC, 2022[16]

## Autres créations

### L'écriture au présent
- « Le paradoxe du manche », in Lorsque le bucheron pénétra dans la forêt avec sa hache, les arbres se dirent ne nous inquiétons pas le manche est des notes, Verticales, 2003 (spécimen gratuit)
- « Science fiction », in Le roman aujourd'hui, Cécile Defaut, 2005, p. 155-166[45]
- « L'auteur en répétition (journal) » n° spécial de Littérature, Théâtre, : le retour au texte ?, n°138, juin 2005, p. 39-49
- « A l'horizontale », Qui est vivant?, Verticales, 2003 (spécimen gratuit)[46]
- « La chair du chien », Quoi maintenant?, écritures n°15, 2007, p. 99-103[47]
- « La zone d'inconfort », in Le roman quelle invention !, Assise du roman Villa Gillet, Christian Bourgois, 2008, p. 399-408[48]
- « Recette pour de Pas », in Seize nouvelles (pour une recette secrète), Thierry Magnier, 2008[49]
- « C'est le moment ou jamais de disparaître », Action restreinte, théorie & expérience de la fiction, 2008, p. 8-11[50]
- « Nous jouons avec le chien », in A quoi jouons nous?, 2008, p. 27-29[51]
- « La bête et la bête - ISO 11784 » in La Meute, Stéphane Thidet, 2009, p. 28-46 [52]
- La Littérature exposée. Les écritures contemporaines hors du livre, n° spécial de Littérature, n°160, décembre 2010
- « Non » in Lexique nomade, Assise du roman 2008, en partenariat avec Le Monde et la Villa Gillet, Paris, Christian Bourgois, 2008[53]
- « Le rôle et la présence des animaux dans le roman » in Les assises internationales du roman, Christian Bourgois, p. 149-156[54]
- « Le commencement de quelque chose », Nouvelle Revue française, n° 602, 2012, p. 223-226
- « J'entends des voix », in Devenir du roman. Écriture et matériaux, inculte Essai, 2015, p. 61-74
- « Le climat n'est pas bon », Du souffle dans les mots : trente écrivains s'engagent pour le climat, Arthaud, 2015, p. 266-271[55]
- « Il y a de drôles de fruits qui pendent aux arbres », revue en ligne de l'ensemble inter-contemporain, décembre 2015. Traduit en allemand pour une anthologie de la littérature Française[56]
- « Qui êtes vous Georges Perec ? », Cahier de l'Herne sur Georges Perec, 2016
- « Le refuge », En présence des livres : six points et six contrepoints architecturaux et littéraires : autour des bibliothèques de Pierre Riboulet, Productions du Effa, 2016, p. 105-109[57]
- « Toutes les voix du dehors, entretien avec Olivia Rosenthal ? », par Violaine Houdard-Mérot, Fictions documentées, Éditions le Manuscrit, coll. « Genre(s) et création », 2020[58], p. 151-162
- « La beauté du chiffre ? », Chronique n° 100, BNF, avril juillet 2024, p. 64-65
- « La place de la mort », revue Cockpit, 2024 (écrit dans le cadre du festival Jamais Lu n° 8, Théâtre ouvert, novembre 2023)

### À écouter ou voir
- Maison d'arrêt Paris - La Santé, texte dit par Olivia Rosenthal
- Les larmes, film réalisé en 2010 par Laurent Larivière
- « Sacha s'en va », film réalisé en 2011, édition Capricci
- [vidéo] « La nuit américaine d'Angélique », Doncvoila productions, 3 novembre 2015, 7:26 min (consulté le 15 janvier 2025)
- Olivia Rosenthal & Pierre Aviat, « La ronde - gare de Fort d'Issy Vanves Clamart, pièce sonore réalisée en 2016 », sur SoundCloud.